# Municipio Jaltenco
Koordinaten: 19° 44′ 55″ N, 99° 5′ 40″ W
Jaltenco ist ein Municipio im mexikanischen Bundesstaat México. Es gehört zur Zona Metropolitana del Valle de México, der Metropolregion um Mexiko-Stadt. Der Sitz der Gemeinde ist das gleichnamige Jaltenco. Das Municipio hatte im Jahr 2010 26.328 Einwohner, seine Fläche beträgt 4,7 km².

## Geographie
Das Municipio besteht aus zwei nicht miteinander verbundenen Teilen, einem nördlichen um den Verwaltungssitz Jaltenco, gelegen zwischen den Municipios Zumpango und Nextlalpan, mit etwa 11.000 Einwohnern, und einem etwa 10 km weiter südlich gelegenen um Alborada Jaltenco mit etwa 15.000 Einwohnern, der von den Municipios Tecámac, Ecatepec de Morelos, Coacalco de Berriozábal, Tultitlán und Tonanitla umringt ist. Neben den beiden genannten Städten existieren keine weiteren Orte im Municipio.
Jaltenco liegt im Norden des Bundesstaates México, etwa 30 km nördlich von Mexiko-Stadt auf durchschnittlich etwa 2250 m Höhe. 82 % der Gemeindefläche sind urbanisiert, 12 % werden landwirtschaftlich genutzt.